# Comuna Arefu, Argeș
Arefu este o comună în județul Argeș, Muntenia, România, formată din satele Arefu, Căpățânenii Pământeni (reședința) și Căpățânenii Ungureni.

## Așezare
Comuna se află în marginea nord-vestică a județului, în Muscelele Argeșului, la poalele Munților Frunții, la limita cu județul Sibiu, pe cursul superior al Argeșului, acolo unde acesta formează lacul de acumulare Vidraru. Este străbătută de șoseaua națională DN7C, care leagă Piteștiul de Sibiu prin Munții Făgăraș. Satul Arefu se află în bazinul pârâului Arefu, care se varsă în Argeș la Căpățânenii Pământeni.

## Sit arheologic
Cetatea Poenari constituie un obiectiv turistic de istorie națională, fiind utilizată ca loc de refugiu pentru domnitori, de întemnițare a dușmanilor sau de adăpostire a vistieriei țării. Edificată în două etape: donjonul - în prima jumătate a secolului al XIV-lea, cetatea are un plan triunghiular adaptat terenului și un turn pătrat. Cisterna din partea de nord, care servea ca rezervor de apă, prezintă un interes deosebit din punct de vedere arhitectural..Abandonată în secolul al XVI-lea, cetatea s-a ruinat, restaurarea obiectivului fiind efectuată de către Trustul de construcții Argeș, conform proiectului arh. F. Bilciurescu, în anul 1972. O scară din beton formată din 1480 de trepte asigură accesul spre cetate. Obiectele depistate în cursul cercetătorilor arheologice (ghiulele de piatră, vârfuri de săgeți, cuțite ș.a.), expuse la Muzeul Județean Argeș și la Muzeul municipal Curtea de Argeș, reprezintă mărturii ale unor lupte desfășurate în zona cetății de la Poenari. Tradiția istorica și orală atribuie zidirea cetății lui Vlad Țepeș (1448, 1456-1462, 1476), voievodul fiind, de fapt, ctitorul restaurării și extinderii acesteia.

## Toponimie
Aref - toponimul, înregistrând formele anterioare atestate în documente: Hareș și Haref, provine din limba armeană, Hareș având semnificația de „luminiș” (luminiș de soare). De remarcat că instituția de cultură locală s-a numit inițial Căminul cultural Hareș - sursă generatoare de „lumină spirituală”. Prezența armenilor în calitate de comercianți în zonă se confirmă documentar. Originea toponimului este explicată, de asemenea, prin cuvântul turc araf cu sens de „purgatoriu”.
În documentele medievale, satul este menționat sub formele: Hareș (1546), Hăreșani (1556), Hareșu și Hareșani (1558), Hareș (1563), Haref (1567), Hareș (1607, 1610, 1622, 1654). Ulterior, apar frecvent formele toponime: Aref și Arif.
Arefu reprezintă forma oficializată de către „nomenclaturiștii” din comisia de „specialiști” în perioada comunistă. Volumul «Arefu. Monografia satului» de Stancu S. Stănciulescu și Ion St. Stănciulescu oferă argumente documentare consistente pentru revenirea la forma grafică „Aref”.
Căpățâneni - numele topic este, la origine, un antroponimic: Căpățână sau un apelativ: căpățână atribuit unei forme de relief locale asemănătoare unui cap de om sau de animal. Tradiția orală asociază numele așezării cu numele unui căpitan al voievodului Vlad Țepeș, Radu Căpățână. Proveniența locuitorilor este atestată prin toponimicele: Pământeni și Ungureni, delimitând pe băștinași de cei veniți din Transilvania. În raport cu amplasamentul gospodăriilor în aria geografică a așezării, locuitorii se împart în: Plăieni (cei de pe vechiul plai), Deleni (cei de pe deal) și Luncani (cei de pe luncă).

## Specific arhitectural
Arhitectură tradițională caracteristică zonei montane. Case supraînălțate pe un soclu masiv construit din piatră de râu, cu prispă pe toată lungimea fațadei, accesul efectuându-se pe o scară construită din lespezi de piatră. Prispa este delimitată de un pălimar de lemn racordat la stâlpii care susțin fruntarul casei. Șarpanta acoperișului în patru ape este foarte accentuată. Învelitoarea acestuia a fost realizată, în general, din șiță de brad. Planul vechilor locuințe era structurat în: „odaia mare”, „celar” și „tindă”. Prispa se continua, în dreptul tindei, cu un foișor de lemn. Casa argeșeană de la Barajul Vidraru este concepută în stilul arhitecturii populare locale.

## Patrimoniul cultural-istoric
Biserica Aref (1856-1860) - ctitorită de obștea satului, intervențiile de renovare fiind executată radical în 1930 și 1955. Pictura murală a fost realizată de Iancu zugrav (1860), fiind repictată de Alexandru Mazilescu (1933). 
Biserica Căpățâneni (1883-1894) a fost ctitorită de obștea satului, conform proiectului arhitectului Ion Burulescu, iar restaurarea bisericii a fost realizată de Gheorghe Popescu și Alexandru Mazilescu.
Cruce de piatră: Căpățâneni-Pământeni în curtea bisericii.
Casa memorială «George Stephănescu» din Căpățâneni - construită, din cărămidă, în anul 1873, în stilul arhitecturii locale tradiționale, după planul compozitorului George Stephănescu, prezintă două niveluri, cu un plan dreptunghiular incluzând un corp de dependințe. Parterul este format din 6 camere, terasă și sală, iar mansarda dintr-o singură cameră cu acces din terasă. Casa a fost vizitată de personalități ale vremii: Ion Luca Caragiale, Vasile Alecsandri, Barbu Ștefănescu Delavrancea, Bogdan-Petriceicu-Hasdeu, Alexandru Davila, Aristizza Romanescu, Grigore Manolescu, Constantin Notarra, Gheorghe Petrașcu. În jurul casei memoriale, s-a amenajat un parc dendrologic, speciile dominante fiind: Populus alba, Juglans regia, Picea excelsa, Salix alba, Alnus incana, Prunus domestica.
Monumentul «Energia» - operă de artă monumentală, aparținând sculptorului Constantin Popovici, emblematică pentru Hidrocentrala de pe Argeș. Monumentul a fost realizat din oțel inoxidabil, în anul 1971, fiind dedicat eroilor constructori ai Barajului de la Vidraru.

## Demografie
Componența etnică a comunei Arefu
     Români (94,07%)
     Alte etnii (0,05%)
     Necunoscută (5,88%)
Componența confesională a comunei Arefu
     Ortodocși (93,48%)
     Alte religii (0,1%)
     Necunoscută (6,42%)
Conform recensământului efectuat în 2021, populația comunei Arefu se ridică la 2.040 de locuitori, în scădere față de recensământul anterior din 2011, când fuseseră înregistrați 2.405 locuitori. Majoritatea locuitorilor sunt români (94,07%), iar pentru 5,88% nu se cunoaște apartenența etnică. Din punct de vedere confesional, majoritatea locuitorilor sunt ortodocși (93,48%), iar pentru 6,42% nu se cunoaște apartenența confesională.

## Politică și administrație
Comuna Arefu este administrată de un primar și un consiliu local compus din 11 consilieri. Primarul, Gheorghe Stoican[*], de la Partidul Social Democrat, este în funcție din 2004. Începând cu alegerile locale din 2024, consiliul local are următoarea componență pe partide politice:
|  | Partid                    | Consilieri | Componența Consiliului | Componența Consiliului | Componența Consiliului | Componența Consiliului | Componența Consiliului | Componența Consiliului |
|  | ------------------------- | ---------- | ---------------------- | ---------------------- | ---------------------- | ---------------------- | ---------------------- | ---------------------- |
|  | Partidul Social Democrat  | 6          |                        |                        |                        |                        |                        |                        |
|  | Alianța Dreapta Unită     | 3          |                        |                        |                        |                        |                        |                        |
|  | Partidul Național Liberal | 1          |                        |                        |                        |                        |                        |                        |
|  | Cîrstea Viorel            | 1          |                        |                        |                        |                        |                        |                        |

## Istorie
La sfârșitul secolului al XIX-lea, comuna făcea parte din plaiul Loviștea al județului Argeș și era formată numai din satul de reședință, cu 1175 de locuitori, moșneni, ce trăiau în 540 de case. Existau în comună o școală primară rurală, o școală primară mixtă și două biserici. Anuarul Socec din 1925 consemnează comuna în aceeași alcătuire, făcând parte din plasa Argeș a aceluiași județ, și cu o populație de 1449 de locuitori. În 1931, apăruse pe teritoriul comunei și satul Cumpăna.
În 1950, comuna a fost transferată raionului Curtea de Argeș din regiunea Argeș. În 1968, ea a revenit la județul Argeș, reînființat, preluând și satele Căpățânenii Pământeni și Căpățânenii Ungureni de la comuna Corbeni, din care primul a devenit reședința comunei; tot atunci, satul Cumpăna a fost desființat și comasat cu satul Arefu.

## Monumente istorice

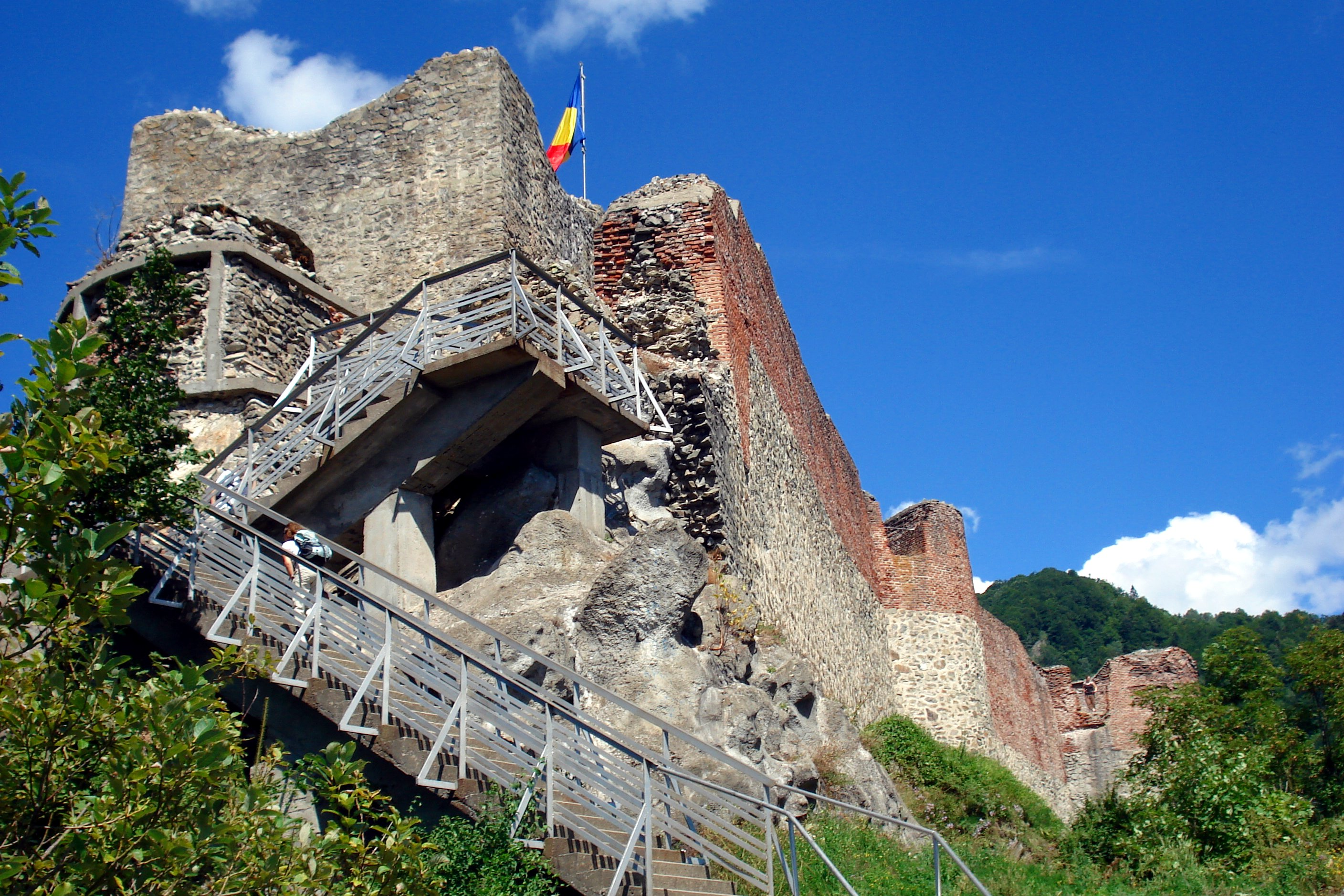
Cetatea Poenari, monument istoric

În comuna Arefu se găsește ansamblul cetății Poenari, monument istoric de arhitectură de interes național, datând din secolele al XIV-lea–al XV-lea, alcătuit din cetatea propriu-zisă, un donjon, amenajări defensive pe monticol și o anexă. Un alt obiectiv clasificat la nivel național este o cruce de piatră din secolul al XVII-lea aflată în curtea bisericii din Căpățânenii Ungureni, monument memorial sau funerar.
În rest, alte două obiective din comună sunt incluse în lista monumentelor istorice din județul Argeș ca monumente de interes local. Unul, clasificat ca monument de for public, este monumentul „Energia” (1970) de lângă barajul Vidraru. Celălalt, clasificat ca monument memorial sau funerar, este casa Gheorghe Stephănescu (1873), aflată în satul Căpățânenii Ungureni, la numărul 164.

## Rezervații naturale
GOLUL ALPIN MOLDOVEANU - CAPRA, cu o suprafață de 5000 ha; PEȘTERA DE LA PISCUL NEGRU (0,50 ha), PĂDUREA AREF (257 ha) declarată rezervație forestieră.
Golul alpin, care începe deasupra molidișului, întrerupt de aglomerări de: jnepeni, ienuperi, merișor și afine, este acoperit, în special, cu pășuni, pe versantul sudic al masivului, element determinant pentru practicarea, în condiții optime, a păstoritului montan în cursul verii.
Diverse specii florale creează covoare de culoare: campanule (clopoțeii pitici), garofița de munte, gențiene, nu-mă-uita, omagul, panseaua de munte (trei-frați-pătați), rușulița, smirdar și altele. Plante ocrotite de lege: floarea de colț, sângele voinicului, iedera albă, bujorul de munte, de un roșu aprins. Pentru acest spectacol, în ultima sâmbătă a lunii iunie, se organizează o sărbătoare a bujorului. 
BARAJUL DE LA VIDRARU (1966) în formă de arc, înalt de 188 metri, se situa, prin proporțiile sale, în momentul definitivării lucrărilor, pe locul al șaselea în Europa și pe locul al nouălea în lume. Potrivit calculelor specialiștilor, numai cimentul turnat în structura barajului - circa 135.000 tone - ar forma o garnitură de vagoane de 10 tone, lungă de la București la Pitești, iar cu betonul utilizat (circa 480.000 metri cubi) s-ar fi putut construi o șosea din beton lată de 6 metri și groasă de 15 cm, care ar fi putut uni hidrocentralele Argeș și Bicaz. Oglinda lacului de acumulare - cu lungimea de 14 km - se întinde până la Cumpăna, pe circa 800 de hectare, iar drumul de contur măsoară peste 60 de kilometri. Au fost construite 10 baraje de captare a apei din râurile: Topolog, Vâlsan, Cernat, Râul Doamnei. Hidrocentrala are o putere instalată de 220 Mw, producția anuală însumând 400 miliarde de kilovați-oră. Apa acumulată în patru ore și jumătate mișcă patru turbine timp de o oră.
La Aref, se semnala, în 1872, „un izvor de apă de pucioasă în care predomină magnezia carbonică”.

## Personalități
- BĂDESCU, Elena (1911-1996) - învățătoare, scriitoare, directoare a Căminului Cultural Aref. Opera. A scris romanele: „Dincolo de amintire”, roman (1989), „Noaptea mea de dragoste”, roman (1993), „La Ostrov”, povestiri (1998).
- BĂDESCU, Gheorghe (1907 - 1988) - învățător la Ciucea, fiind solicitată numirea sa de poetul Octavian Goga; ulterior, la Aref, unde coordonează construirea unui modern local de școală (1968). Autor al studiului „Chestiunea țărănească” și al unor articole publicate în presa locală și centrală.
- PÂRVU preotul  - sculptor, realizatorul unor sfeșnice împărătești amplu decorate care se păstrează fragmentar în Muzeul parohial.
- STEPHĂNESCU George (1843-1925), compozitor, pedagog. Inițiatorul spectacolelor de operă în limba română, considerat „părintele operetei și al operei românești[27]”.Compune: drama lirică „Petra”, operetele: „Mama soacră”, „Cometa” și „Scaiul bărbaților”, feeria „Sânziana și Pepelea”, „Simfonia în la major” - prima simfonie românească. „Uvertura națională”, două sonate pentru pian și pentru violoncel și pian, un octet pentru coarde și suflători, un cvartet pentru coarde și unul pentru coarde, flaut și pian.
- STĂNCIULESCU, Ion (1908-2004) - preot cărturar, organizatorul Muzeului parohial Aref. Opera: „Aref Graiuri despre sfânta mânăstire (1967), „Din trecutul parohiei Aref, jud. Argeș” (1978), „Aref. Monografia satului” (2006) - ultima, în colaborare.
- STĂNCIULESCU, Stanciu (1876 - 1967) - învățător, organizator și coordonator al Căminului cultural Aref. Coautor al volumului „Aref. Monografia satului”.